# 预警
预警指在危险出现前的警报，其包括信息处理系统的供应链管理，以及包括传感、决策等系统。预警的目的是为了尽可能多为决策反应单位提供时间，并减少损失。

## 分级
划分出危险的程度，问题的棘手程度。
- 红色警报
- 橙色警报
- 黄色警报

## 参看
- 灾难
- 灾难应对
- 恐怖袭击